# Los cristeros
Sucedió en Jalisco o Los Cristeros, es una película de drama mexicana de 1947 escrita y dirigida por Raúl de Anda y protagonizada por Luis Aguilar y Sara García. Está basada en la novela Sucedió en Jalisco o los Cristeros de José Guadalupe de Anda. Está grabada en blanco y negro, y fue filmada en un formato de 35 mm. El argumento se encuentra centrado en la Guerra Cristera, específicamente en los acontecimientos desarrollados en el estado de Jalisco.

## Sinopsis
La cinta transcurre en tiempo de los Cristeros. Felipe, quien estudia en la universidad en Guadalajara, vuelve a su rancho, que se encuentra en los Pirules, en los Altos; en este se encuentra su hermano Policarpo, sus padres Ramón y María Trinidad, su abuela Engracia y uno de los hermanos de esta, Alejo. Engracia, al ser una mujer muy religiosa, quiere que Felipe sea cura, pero al enterarse de que es ayudante del gobernador, lo corre del rancho.
Policarpo, quien también es un devoto, se enamora de Martha, familiar del boticario don Teodoro, llevándole serenata, pero es interrumpido por el teniente Coello. Coello abofetea a Policarpo y a su sirviente. El cuije asesina al teniente. Felipe, encargado de la pacificación de la zona, también se encuentra enamorado de Marta.
Todo se complica cuando los federales queman parte del rancho, por lo que Policarpo y El cuije -jefe de una partida Cristera-, son ayudados por Marta y Natividad para llevar el parque al monte; durante estos acontecimientos Marta le corresponde a Policarpo. Un grupo de Cristeros dirigidos por Macario, saquean el rancho y dejan malherido a Ramón y toman presa a Marta con la intención de mandarla a las Islas Marías, pero es liberada por Policarpo disfrazándose de mendigo y metiéndose al auto que la llevaba.
Toda la familia se reúne en el rancho, incluyendo a Felipe, quien habla con su hermano cuando llega Macario con su gente y comienza una balacera, en la cual muere Macario, Felipe resulta herido, pero al abrir su camisa, se descubre una imagen religiosa. Dicho motivo sorprende a Engracia, quien es alcanzada por una bala; se reconcilia con su nieto antes de morir.

## Reparto
- Sara García - Engracia
- Luis Aguilar - Felipe
- Eduardo Arozamena - Alejo
- Aurora Cortés - Crucifixión
- Manuel Dondé - Hombre de Macario
- María Gentil Arcos - María Trinidad
- Lupe Inclán - Natividad
- Tito Junco - Policarpo
- Amanda del Llano - Marta
- Carlos López Moctezuma - Macario
- José L. Murillo - Coronel Macías
- José Muñoz - Presidente Municipal
- Pepe Nava - Cirilo, el Cuije
- José Pardavé - Tiburcio
- Víctor Parra - Teniente Coello
- Manuel Pozos - Teodoro
- Arturo Soto Rangel - Ramón
- José Torvay - Sargento González